# Колесникова Марія Олександрівна
Марія Олександрівна Колесникова (24 квітня 1982 , Мінськ ) — білоруська політична діячка і флейтистка, координаторка штабу Віктора Бабарика, політична ув'язнена і в'язень сумління. Соратниця кандидатки в президенти Білорусі Світлани Тихановської, член Координаційної ради білоруської опозиції. Одна з найвідоміших учасниць протестів у Білорусі 2020 року. 

## Життєпис
Закінчила Білоруську академію музики за фахом флейтист і диригент.
У Білорусі впродовж восьми років викладала гру на флейті в гімназіях, грала в оперному театрі, Національному академічному концертному оркестрі та Президентському оркестрі Білорусі. З 2007 року навчалася у Вищій школі музики Штутґарта на факультетах старовинної та сучасної музики. Працювала в Німеччині, брала участь у концертах, організовувала міжнародні культурні проєкти в Німеччині, наприклад, творче об'єднання «Artemp».
Під час виборчої кампанії перед президентськими виборами в Білорусі 2020 року приєдналась до штабу опозиційного кандидата Віктора Бабарика, а після його арешту сама очолила штаб. У липні 2020 штаби трьох основних опозиційних кандитатів об'єднали свої зусилля задля підтримки кандидатури Світлани Тихановської.
Брала участь у протестах в Мінську, під час яких озвучувала вимоги протесту. Разом із Світланою Тихановською та Веронікою Цепкало нині є найпопулярнішими опозиційними політиками і умовними лідерами протесту.
7 вересня 2020 року о 10:05 невідомі викрали Колесникову в центрі Мінська. Уранці 8 серпня прикордонний комітет Білорусі заявив, що Колесникова виїхала з країни, перетнувши кордон з Україною на пункті пропуску «Олександрівка» о 4 ранку. Згодом ЗМІ, а пізніше ще й адвокат Колесникової повідомили, що Марію намагалися насильно депортувати в Україну, вона порвала свій паспорт, після чого її заарештували і перевезли в СІЗО. Її підозрювали у справі щодо можливого захоплення влади.
10 вересня спільною заявою дванадцяти організацій, серед яких Правозахисний центр «Вясна», Білоруська асоціація журналістів, Білоруський Гельсінський комітет, Білоруський ПЕН-центр, була визнана політичною ув'язненою. 9 вересня року шефство над політичною ув'язненою взяла Клаудія Рот, віцепрезидент Бундестагу. 11 вересня «Amnesty International» визнала Колесникову ув'язненою сумління.
16 вересня Колесниковій офіційно пред'явили звинувачення у закликах до заподіяння шкоди нацбезпеці Білорусі з використанням ЗМІ та інтернету. 18 вересня Марії було продовжено термін утримання під вартою щонайменше до 8 листопада.
25 вересня адвокатку Колеснікової Людмилу Казак відпустили з мінського СІЗО після суду за її справою. Суддя Олександр Руденко присудив їй штраф у розмірі 675 білоруських рублів.
6 вересня 2021 року Мінський обласний суд засудив Колесникову та Максима Знака до 11 та 10 років ув'язнення відповідно, визнавши винними за трьома статтями Кримінального Кодексу РБ: ч. 3 ст. 361 (заклики до дій проти національної безпеки), ч. 1 ст. 357 (змова з метою захоплення державної влади неконституційним шляхом), ч. 1 ст. 361-1 (створення екстремістського формування і керівництво ним). Колесникову мало бути направлено для відбуття покарання до колонії загального режиму, а Знака — посиленого.

## Реакція
19 листопада 2020 р. Джим Гілмор, посол США в Організації з безпеки і співробітництва в Європі, виступив із заявою зі закликом до негайного звільнення Колесникової як «важливого кроку до національного діалогу».

## Нагороди
- Премія імені Сахарова (2020)[21]
- Премія імені Мартіна Лютера «Безстрашне слово» (2020)[22]
- Премія фонду Герхарда і Ренати Баум в галузі прав людини (2021)[23]
- Премія імені Льва Копелева[de] за мир і права людини (2021)[24]
- Штутгартська премія миру[de] (2021)[25]
- Найхоробріша жінка світу (2021)[26]
- Премія імені Фрітца Цзокліча[pl] (2021)[27]
- Премія Вацлава Гавела (2021)[13]